# Team Vitality
A Team Vitality francia e-sport-szervezet, melynek csapatai a League of Legends és a Rainbow Six: Siege című videójátékoknak, illetve a Call of Duty, a FIFA és a Halo sorozatok tagjainak bajnokságaiban mérettetik meg magukat. A Team Vitality League of Legends-csapata a European League of Legends Championship Series, az európai profi bajnokság legfelsőbb szintjén versenyez, ahová a Gambit Gaming helyének felvásárlásával kerültek be a 2016 tavaszi szezonban.

## League of Legends
2015. december 15-én bejelentették, hogy a Team Vitality felvásárolta a Gambit Gaming EU LCS-helyét. Ugyanezen a napon leszerződtették Raymond „kaSing” Tsangot, akinek nem hosszabbították meg a szerződését a Team SoloMid csapatánál. A Team Vitality csapatához 2015. december 12-én Cabochard, Shook, Nukeduck és Hjärnan is csatlakozott.

### Eredményeik
- 3. — 2016 Spring European League of Legends Championship Series
- 5–6. — 2016 Spring European League of Legends Championship Series Playoffs
- 7. — 2016 Summer European League of Legends Championship Series
- 7–8. — 2017 Spring European League of Legends Championship Series
- 7–8. — 2017 Summer European League of Legends Championship Series

### Tagjai
| Nemzetiség    | ID        | Név                | Szerep             |
| ------------- | --------- | ------------------ | ------------------ |
| Franciaország | Cabochard | Lucas Simon-Meslet | felső ösvény       |
| Franciaország | Djoko     | Charly Guillard    | dzsungel           |
| Franciaország | Steelback | Pierre Medjaldi    | lövész             |
| Franciaország | Alderiate | Adrien Wils        | csere/felső ösvény |

#### Korábbi tagjai
| Nemzetiség         | ID         | Név                  | Szerep               |
| ------------------ | ---------- | -------------------- | -------------------- |
| Norvégia           | Nukeduck   | Erlend Våtevik Holm  | középső ösvény       |
| Norvégia           | Nukeduck   | Erlend Våtevik Holm  | középső ösvény       |
| Románia            | AoD        | Baltat Alin-Ciprian  | csere/támogató       |
| Dél-Korea          | Hachani    | Ha Szungcshan        | támogató             |
| Dél-Korea          | GBM        | I Cshangszok         | csere/középső ösvény |
| Dél-Korea          | Mightybear | Kim Minszu           | dzsungel             |
| Dánia              | Shook      | Ilyas Hartsema       | csere/dzsungel       |
| Svédország         | Hjärnan    | Petter Freyschuss    | csere/lövész         |
| Egyesült Királyság | KaSing     | Raymond Tsang        | támogató             |
| Dél-Korea          | Police     | Pak Hjonggi          | lövész               |
| Dánia              | Reje       | Victor Etlar Eriksen | csere/lövész         |
| Franciaország      | ShLaYa     | Tony Carmona         | csere/középső ösvény |
| Belgium            | Moopz      | Amaury Minguerche    | csere/támogató       |